# Tweening

GIF animado que muestra el efecto.

Tweening, forma corta para el término in-betweening, o intermediación o interpolación de movimiento es el proceso de generar cuadros entre dos imágenes para dar el aspecto de que la primera imagen se convierte suavemente en la segunda imagen. Tweening es un proceso dominante en todos los tipos de animación, incluyendo la animación por computador. El software sofisticado de animación permite identificar objetos específicos en una imagen y definir cómo deben moverse y cambiar durante el proceso de "tweening".
En un proceso tradicional de animación, los artistas dibujan los fotogramas más importantes, "claves" "llaves" o "puntas" para la animación de personajes o de cualquier otro objeto animado.
Los "betweeners", o "intermediadores" o "interpoladores", dibujan los marcos entre los keyframes o fotogramas clave, que el artista ha dibujado. Por ejemplo, cierta animación puede requerir 25 celdas por segundo. El artista dibujará solamente una serie de 10 celdas importantes. Las celdas restantes son dibujadas por in-betweeners, y estos dibujos se procesan más a fondo para su uso en la animación final.